# 雅斯特库夫

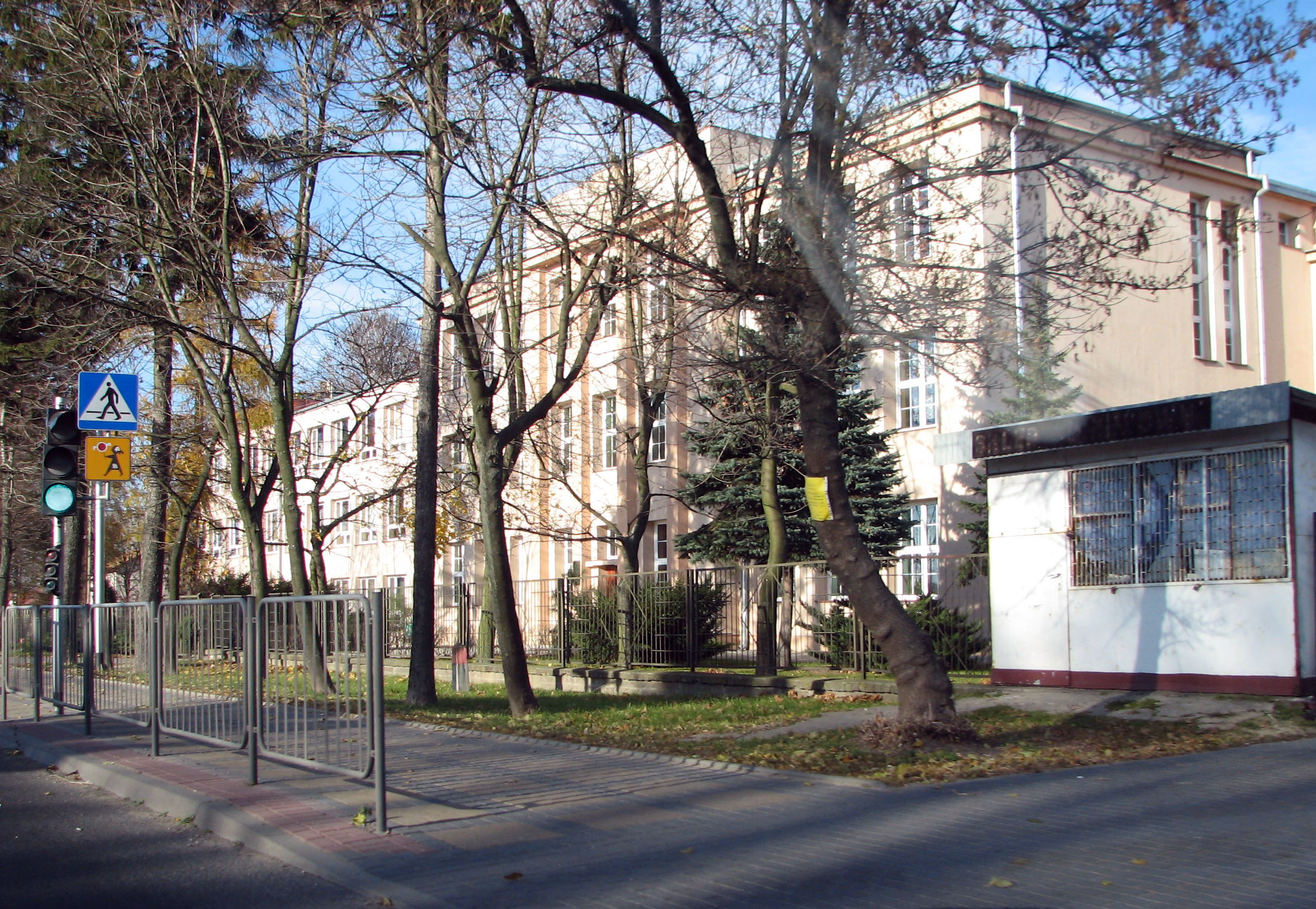
雅斯特库夫

雅斯特库夫是位於波兰东部卢布林省盧布林縣的一个村庄。它位於卢布林西北11千米 。根据2011年波蘭人口普查，该村的人口为815人。